# Soukenictví

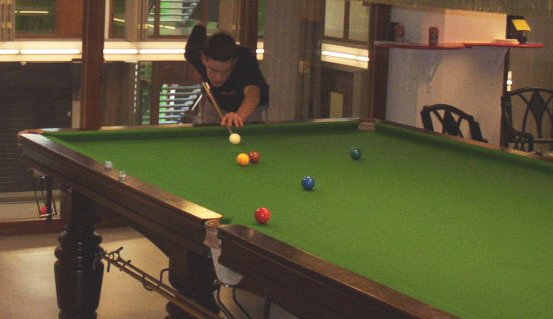
Kulečník se soukeným plátnem

Soukenictví je starší název oboru, který se zabývá výrobou suken. Sukno je vlněná tkanina z mykané, volně kroucené příze, tkaná v plátnové vazbě, silně zplstěná.
Z vlněné příze se tká na stavu soukenickém loden, který se postupně dále čistí, pere, valchuje, znovu pere a čistí, češe, stříhá, kartáčuje, lisuje a dekatuje. Valchováním se loden zhustí a splstí. Následuje apretura sukna. Sukno se používá například na dámské pláště, stejnokroje a kulečníky.
Král Přemysl Otakar II. povolal do českých zemí flanderské soukeníky, kteří byli znalí dokonalejší soukenické výroby.
Jedním z největších ze soukenických středisek v Habsburské monarchii se stalo moravské město Jihlava. Význačné bylo ve městě už před husitskými válkami. Už "do Bílé hory nebylo jiného města ve střední Evropě, v němž by se výroba suken mohla rovnat jihlavské," píše Mainuš. Po obnově města po Třicetileté válce se jihlavské soukenictví opět dostalo na vysokou úroveň. 8. ledna 1726 vznikla kromě starobylého soukenického cechu i tzv. Soukenická společnost, která měla regulovat vztahy mezi cechem a obchodníky, ale i tak s rozvíjejícími manufakturami neušlo město stagnaci a posléze ztrátě své pozice v 19. stolení, především ze strany brněnských textilek. V okolí města Jihlavy se rozvíjela menší lokální soukenická města jako Třebíč, Brtnice nebo Bystřice nad Pernštejnem.
Významným soukenickým střediskem bylo také město Humpolec. Do 18. století soukeníci pracovali jako cechovní řemeslníci a vyráběli především hrubší typy sukna. V 19. století, zejména v jeho druhé polovině, došlo v Humpolci k velkému rozmachu a modernizaci soukenictví. V letech 1884 –1923 tu fungovala Tkalcovská odborná škola.
Ve Valašských Kloboukách se začalo soukenictví rozvíjet v 18. století.